# Аурелио Гонзалез (фудбалер)
Аурелио Рамон Гонзалез Бенитез (Лукуе, 25. септембра 1905 — 9. јула 1997) био је парагвајски фудбалер .
Гонзалез је један од највећих фудбалера Парагваја, којег многи сматрају другим најбољим играчем иза Арсенија Ерика. Каријеру је започео у Спортиво Лукуену, а затим се преселио у Олимпију из Асунсиона, где је провео остатак каријере освајајући неколико шампионата, а посебно три узастопна државна првенства која је Олимпија освојила 1927, 1928. и 1929. године.
Почетком 1930-их одбио је милионску понуду од Сан Лоренца из Аргентине како би се борио за своју земљу, Парагвај, у рату за Чако. Такође је био витални играч парагвајске репрезентације постигавши неколико голова двадесетих и тридесетих година прошлог века, и учествовао је на Светском првенству 1930. године.
Као тренер водио је Олимпију из Асунсиона до бројних шампионата и до првог финала Копа Либертадорес 1960. године. Такође је тренирао парагвајску репрезентацију на Светском првенству 1958. године.